# Eucharis przhevalskii
Eucharis przhevalskii (лат.) — вид паразитических мирмекофильных наездников семейства Eucharitidae  отряда перепончатокрылых.

## Распространение
Восточная Палеарктика. Россия (Амурская область, Забайкалье), Монголия.

## Описание
Крупные хальциды длиной около 4,5—6,5 мм. Бока среднеспинки и лицо мелко и слабопунктированные. Тело бронзовое зеленовато-синее, кончик брюшка иногда рыжий.